# Johannes Tichtel
Johannes Tichtel (* um 1445/50 in Grein, Oberösterreich; † um 1503/06 in Wien) war ein österreichischer Arzt und Humanist.

## Leben
Tichtel studierte ab 1463 an der Universität Wien Medizin. 1474 wurde er Baccalaureus, 1476 Doktor der Medizin. Er war Universitätsprofessor und zwischen 1482 und 1498 zehnmal Dekan der medizinischen Fakultät. Außerdem betrieb Tichtel in Wien eine ärztliche Praxis.
Johannes Tichtel war mit Margarethe Steber verheiratet, der Schwester des Bartholomäus Steber († 1506). 1480 erbte sie ein Haus in der Sterngasse 5. 1483 kaufte sich das Ehepaar Tichtel das Haus auf dem Franziskanerplatz 5, in dem 1492 der Humanist Konrad Celtis zu Gast war. 1497 gehörte Tichtel neben Celtis zu den Gründungsmitgliedern der literarischen Gesellschaft Sodalitas litteraria Danubiana.
1494 kam es zu einer Auseinandersetzung zwischen Tichtel und seinen Studenten, die fast zu einem Aufruhr ausgeartet wäre.
1907 wurde die Tichtelgasse in Wien-Meidling nach ihm benannt.

## Bedeutung
Das bleibende Verdienst des Humanisten Tichtel ist sein Tagebuch, das eines der bedeutendsten kulturgeschichtlichen Zeugnisse Wiens darstellt. Er führte dieses Tagebuch zwischen 1477 und 1495. Besonders für die Zeit der ungarischen Besatzung Wiens ist es ein wichtiges Dokument.

## Schriften
- Johannes Tichtels Tagebuch 1477–1495. Hof- und Staatsdruckerei, Wien 1849 (Reprint Akademische Druck- und Verlagsanstalt, Graz 1969).
- Theodor Georg von Karajan (Hrsg.): Tagebuch des Wiener Arztes Johannes Tichtel aus den Jahren 1477–1495. In: Fontes rerum Austriacarum. Österreichische Geschichtsquellen, Bd. I/1. Hof- und Staatsdruckerei, Wien 1855, S. 1–66 (Google-Books).